# دوبینگیای
دوبینگیای (به لاتین: Dubingiai) یک شهرک در لیتوانی است که در شهرستان اوتنا واقع شده‌است. دوبینگیای ۲۰۸ نفر جمعیت دارد.